# نهر ديمر

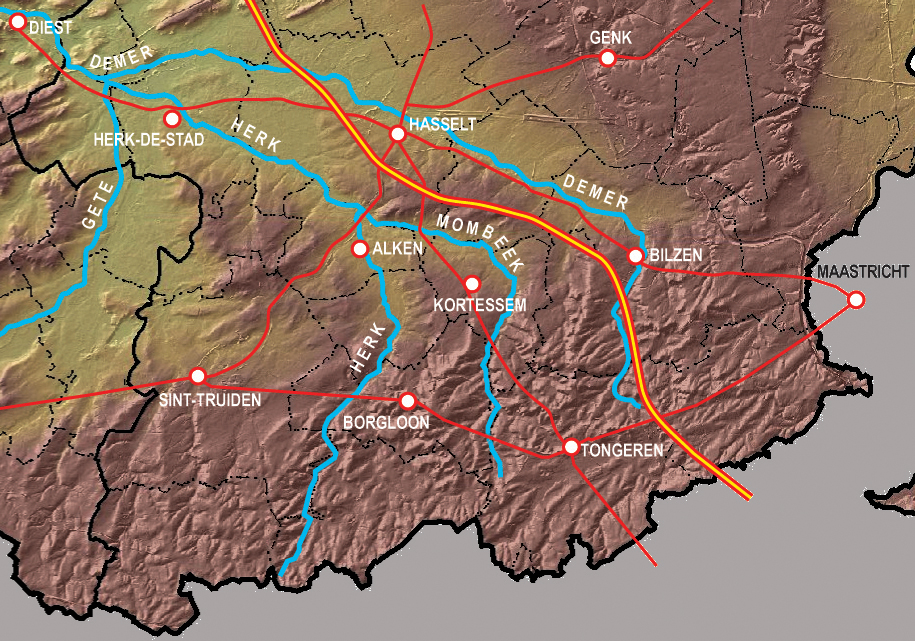
نهر ديمير وروافده في جنوب مقاطعة ليمبورغ

نهر ديمر (بالإنجليزية Demer River) نهر في شرق بلجيكا يبلغ طوله 85 كيلومتر (53 ميل)، ويصب في نهر أكبر منه وهو نهر دايل. يتدفق نهر ديمرعبر المقاطعات البلجيكية ليمبورغ وبرابانت فلاماند. ينبع النهر بالقرب من مدينة تونجيرين في مقاطعة ليمبورغ.
أكثر المدن أهمية التي تقع على طول نهر ديمر هي (بداية من المنبع): بيلزن وهاسلت ودايست وآرسشوت. روافد نهر ديمر هي الأنهار هيرك وجيتي وفيلب (وهذه الأنهار الثلاثة تقع كلها في مقاطعة ليمبورغ).
اشتق اسم نهر ديمر من اللغة الكلتية من كلمة (تام tam) التي تعني «اللون القاتم» وكلمة (إرا ara) التي تعني «الماء» فأصبح اسم النهر«نهر ديمر» الذي يعني «نهر الماء القاتم» أو المظلم.